# Grad academic
Un grad sau un titlu academic este o poziție ierarhică a unui cadru didactic, cercetător sau alt angajat dintr-o facultate, liceu, universitate sau instituție de cercetare. Gradele academice indică importanța și autoritatea relativă a persoanelor în mediul academic.
Gradele academice sunt specifice fiecărei țări și nu există un sistem unificat la nivel mondial. Printre gradele comune se numără: profesor, profesor asociat (sau conferențiar), lector universitar/asistent universitar și instructor.
În majoritatea cazurilor, gradul academic este atribuit automat unei persoane în momentul angajării într-o funcție cu același nume și este pierdut odată cu încetarea relației de muncă. Astfel, termenul „grad academic” este, de obicei, sinonim cu „poziție în mediul academic”.
Totuși, în unele țări, precum Rusia, există mai multe tipuri de grade academice. Titlul academic este conferit doar după ce persoana a activat cu succes o anumită perioadă într-o funcție de conferențiar sau profesor și a trecut ulterior printr-o procedură centralizată de evaluare, adică nu este acordat la angajare și este păstrat pe viață.
Lista de mai jos descrie structura ierarhică întâlnită în rândul cadrelor universitare și personalului din mediul academic. Acestea se referă în mod special la facultăți și universități din întreaga lume, deși și alte instituții din învățământul superio pot urma o schemă similară.

## România

### Grade administrative
- Rector: unul pe universitate
- Prorector (Vice-rector): unul sau mai mulți pe universitate
- Decan: unul pe facultate
- Prodecan (Vice-decan): unul sau mai mulți pe facultate
- Director de departament: unul pe departament
- Șef de disciplină: unul pentru fiecare subiect

### Personal de cercetare și predare (de rang superior)
- Profesor universitar (profesor): deținerea unei diplome de doctorat și activitate de cercetare cu impact internațional
- Conferențiar universitar: deținerea unei diplome de doctorat și activitate de cercetare cu impact național
- Lector universitar sau șef de lucrări: deținea unei diplome de doctorat și activitate de cercetare cu impact local
- Asistent universitar: deținea unei diplome de doctorat (sau, în cazul unui contract de timp limitat, aceștia pot fi în curs de obținere a unui grad de doctorat)[1]

### Special
- Profesor invitat: cadru didactic sau cercetător din altă instituție, invitat temporar
- Profesor emerit (Profesor consultant): titlu onorific acordat profesorilor pensionați cu merite deosebite în carieră
- Doctor honoris causa: titlu onorific acordat de o universitate unei personalități
- Habilitat (Doctor abilitat): oferit celor care au activitate științifică și oferă capacitatea de fi conducător de doctorat

## Slovacia
- Profesor: atât grad științific (scris prof. înaintea numelui), cât și funcție. Profesorii sunt numiți prin decret prezidențial, după finalizarea cu succes a procesului de acordare a titlului. Una dintre condiții este deținerea titlului de docent.
- Docent (conferențiar universitar): atât grad științific (scris doc. înaintea numelui), cât și funcție. Este acordat de rector după un anumit număr de ani de predare și după susținerea cu succes a procesului de habilitare (care include o lucrare științifică evaluată și o prelegere publică).
- Odborný asistent (lector / cercetător): titlu care acoperă poziții de lectori și cercetători. Cerințele diferă, dar de regulă este necesară o diplomă de doctor (Ph.D. / Th.D.)
- Asistent (asistent universitar): necesită cel puțin diplomă de master

### Grade speciale
- Profesor invitat (hosťujúci profesor): expert important, angajat temporar în funcția de profesor cu aprobarea consiliului științific al facultății
- Docent invitat (hosťujúci docent): expert important, angajat temporar în funcția de docent cu aprobarea consiliului științific al facultății
- Profesor extraordinar (mimoriadny profesor): docent numit temporar în funcția de profesor în cadrul unei facultăți, fiind în proces de obținere a titlului oficial de profesor.

### Funcții administrative
- Rector: conducătorul universității
- Prorector: 3-5 persoane; fiecare responsabil pentru un domeniu (ex: studii, cercetare, relații internaționale, IT, etc.)
- Chestor / bursar (kvestor): administrator financiar de nivel înalt
- Decan: conducătorul unei facultăți
- Prodecan: adjunct al decanului, responsabil pe un domeniu (ex: admitere, cercetare, etc.)
- Director: conduce o subunitate (institut, centru de cercetare)
- Șef de catedră (vedúci katedry): conduce o catendră (subunitate a facultății)
- Adjunct al șefului de catedră (zástupca vedúceho katedry): înlocuiește șeful de catedră când este necesar

### Titluri onorifice
- Profesor emerit (emeritný profesor): poate fi acordat de rector, la propunerea consiliului științific, profesorilor peste 65 de ani care s-au pensionat, dar continuă să fie activi în cercetare și predare, pentru contribuții excepționale în știință, artă sau educație.
- Doctor honoris causa: titlu onorific acordat de universitate sau facultate pentru merite speciale. Se notează Dr.h.c. înaintea numelui.

## Israel

### Funcții didactice
- Profesor emerit (Professor Emeritus): titlu onorific acordat profesorilor pensionați pentru merite deosebite
- Profesor titular (Professor Min HaMinyan)
- Profesor asociat (Professor Khaver)
- Lector senior (Martze Bakhir)
- Lector (Martze)

### Funcții administrative
- Președinte: conducătorul general al instituției
- Rector: responsabil de partea academică și de cercetare
- Decan: conducătorul unei facultăți
- Șef de departament: conducătorul unui departament academic